# Crotalus
Crotalus este un gen de șerpi din familia Viperidae.

## Specii[1]
- Crotalus adamanteus
- Crotalus aquilus
- Crotalus atrox
- Crotalus basiliscus
- Crotalus catalinensis
- Crotalus cerastes
- Crotalus durissus
- Crotalus enyo
- Crotalus horridus
- Crotalus intermedius
- Crotalus lannomi
- Crotalus lepidus
- Crotalus mitchelli
- Crotalus molossus
- Crotalus oreganus
- Crotalus polystictus
- Crotalus pricei
- Crotalus pusillus
- Crotalus ruber
- Crotalus scutulatus
- Crotalus stejnegeri
- Crotalus tancitarensis
- Crotalus tigris
- Crotalus tortugensis
- Crotalus transversus
- Crotalus triseriatus
- Crotalus unicolor
- Crotalus vegrandis
- Crotalus willardi
- Crotalus viridis